# تمبک بالا
تمبک بالا، روستایی از توابع بخش مرکزی شهرستان میناب در استان هرمزگان ایران است.

## جمعیت
این روستا در دهستان حومه قرار دارد و براساس سرشماری مرکز آمار ایران در سال ۱۳۸۵، جمعیت آن ۱۰ نفر (۴خانوار) بوده‌است.